# Gromada Olsztyn

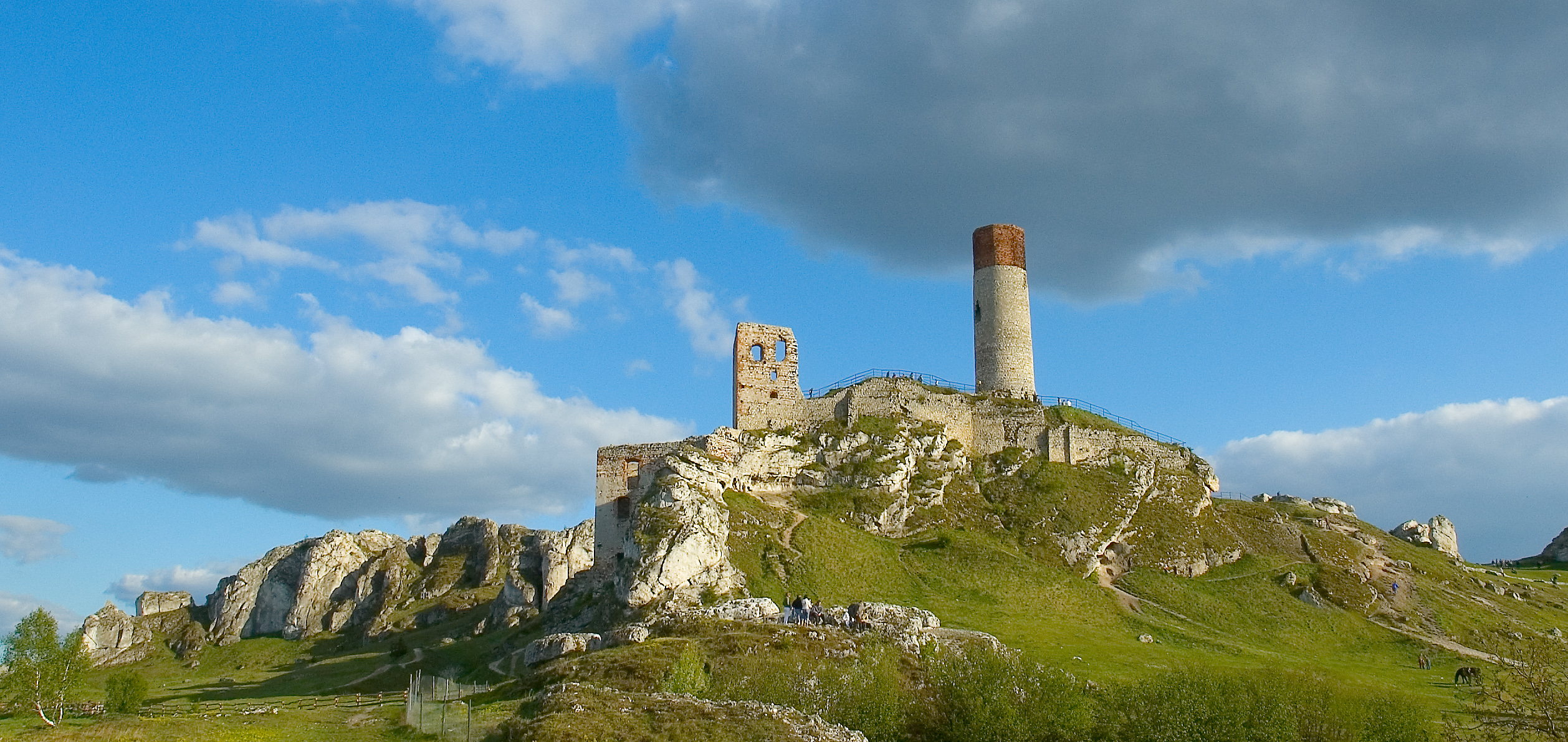
Burgruine Olsztyn

Gromada Olsztyn war eine Verwaltungseinheit in der Volksrepublik Polen zwischen 1954 und 1972. Verwaltet wurde die Gromada vom Gromadzka Rada Narodowa, dessen Sitz sich in Olsztyn befand und der aus 23 Mitgliedern bestand.

Die Gromada Olsztyn gehörte zum Powiat Częstochowski in der Woiwodschaft Katowice (damals Stalinogród) und bestand aus den ehemaligen Gromadas Kusięta, Olsztyn und Skrajnica sowie dem Dorf Przymiłowice, der Kalkbrennerei Kamyk, der Siedlung Kolonia Przymiłowice-Kotysów und der Hütte Podkotysów aus der aufgelösten Gmina Olsztyn des Weiteren den Waldflächen 5–8, 13–15, 20–23, 26–29, 34–38, 44–47, 51–54, 59–62, 66–70, 75–95 und 231 des Forstbezirks Olsztyn.
Zum 1. Januar 1958 wurde die aufgelöste Gromada Biskupice in die Gromada Olsztyn integriert.

Zum 31. Dezember 1959 kam die Gromada Turów hinzu.

Am 31. Dezember 1961 wurde die aufgelöste Gromada Zrębice eingegliedert.
Die Gromada bestand bis Ende 1972 und wurde im Zuge der Kommunalreform aufgelöst und zum 1. Januar 1973 in die reaktivierte Gmina Olsztyn eingegliedert.